# Mustafa Kaya
Mustafa Kaya (* 6. června 1992) je turecký zápasník–volnostylař.

## Sportovní kariéra
Zápasení se věnoval od útlého dětství v rodné obci Almus. Od 12 let se věnoval volnému stylu v nedalekém Tokatu. V 18 letech se přesunul do Bursy, kde se v městském zápasnickém klubu připravoval pod vedením Ahemeta Gülhana a İsmaila Faikoğlua. V turecké volnostylařské reprezentaci se pohyboval od roku 2012 ve váze do 65 (66) kg. O pozici reprezentační jedničky bojoval s Yakup Görem, kterého v roce 2016 v turecké olympijské nominaci na olympijské hry v Riu porazil. V Riu zastupoval ankarský zápasnický klub ASKI vedený Abdullahem Çakmarem, ale nepotkal se s optimální formou a prohrál v úvodním kole před časovým limitem na lopatky s Kubáncem Alejandrem Valdésem.
Od roku 2018 startuje ve vyšší neolympijské váze do 70 kg, ve které soupeří o pozici reprezentační jedničky s Haydarem Yavuzem.

## Výsledky
| Olympijské hry     |    |     |    | —  |   |    |     | úč. |     |     |    |  |  |  |  |  |  |  |  |  |  |  |  |  |  |  |  |
| Mistrovství světa  |    | —   | —  |    | — | 5. | úč. |     | 5.  | úč. | —  |  |  |  |  |  |  |  |  |  |  |  |  |  |  |  |  |
| Evropské hry       |    |     |    |    |   |    | 3.  |     |     |     | —  |  |  |  |  |  |  |  |  |  |  |  |  |  |  |  |  |
| Mistrovství Evropy |    | —   | —  | —  | — | —  | 3.  | 2.  | úč. | —   | 1. |  |  |  |  |  |  |  |  |  |  |  |  |  |  |  |  |
| ME do 24 let       |    |     |    |    |   |    | —   |     |     |     |    |  |  |  |  |  |  |  |  |  |  |  |  |  |  |  |  |
| MS juniorů         | —  | úč. | 5. | 3. |   |    |     |     |     |     |    |  |  |  |  |  |  |  |  |  |  |  |  |  |  |  |  |
| ME juniorů         | —  | 2.  | 3. | 1. |   |    |     |     |     |     |    |  |  |  |  |  |  |  |  |  |  |  |  |  |  |  |  |
| ME dorostenců      | 3. |     |    |    |   |    |     |     |     |     |    |  |  |  |  |  |  |  |  |  |  |  |  |  |  |  |  |